# Reino Hallamaa

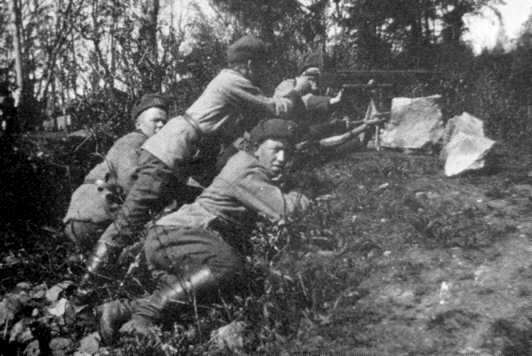
Reino Hallamaa skjuter med kulsprutepistol under striderna vid Lembois, med vitgardister under Finska inbördeskriget 1918

Reino Henrik Hallamaa, född 12 november 1899 i Tammerfors, död 11 augusti 1979 i Churriana i Spanien, var en finsk officer och underrättelseman.
Reino Hallamaa var son till Juha and Aino Hummelin. Efter sin skolgång började han arbeta som kontorist, och från 1917 som telegrafist, på Statsjärnvägarna. Han anslöt sig till den vita sidan i Seinäjoki under inbördeskriget i Finland 1918 och deltog i striderna vid Väärinmaja, Kuhmois, Tammerfors och Lembois.  Efter inbördeskriget förflyttades dåvarande korpralen Hallamaa till flottan som signalist, och senare som underrättelseman. I det sammanhanget lyckades han dechiffrera vissa sovjetiska koder, befordrades och blev instruktör i radiotjänst.  
Han genomgick underofficersutbildning 1921 och blev souschef för krigsmaktens radioskola. Han utnämndes till officer 1925 och genomgick försvarshögskola från 1927. Efter detta fick han i uppdrag att upprätta en signalspaningsorganisation och studerade i detta syfte sådan verksamhet i Tyskland, Österrike, Schweiz, Italien, Tjeckoslovakien och Polen. Han studerade kryptologi för den österrikiske professorn Fiegl och radiopejling i Italien, där han också lyckades inköpa pejlingsbussar till Finland.
Signalspaningsorganisationen blev operativ 1927 och de första sovjetiska marinkoderna knäckts 1934. År 1937 publicerade han boken Salakirjoitustaidon perusteet (Grunder i kryptering). Vi utbrottet av Vinterkriget var Reino Hallamaa major och chef för krigsmaktens signalspaning, vilken den 29 november uppfångade och dechiffrerade ett meddelande, som beordrade de sovjetiska styrkorna att gå till attack mot Finland. 
År 1941 blev Hallamaa överstelöjtnant och chef för finländska högkvarterets radiobataljon. Under Fortsättningskriget hade organisationen stora framgångar i att dechiffrera sovjetisk radiotrafik, delvis i samarbete med japansk underrättelseverksamhet. År 1944 ledde Hallamaa som överste en organisation på 1.000 personer för armén och flottan.

## Operation Stella Polaris
Huvudartikel: Operation Stella Polaris
Reino Hallamaa och underrättelsechefen Aladár Paasonen var ansvariga för Operation Stella Polaris en plan att flytta signalspaningspersonal, -utrustning och -dokument till Sverige i samband med avslutningen av Fortsättningskriget. Denna verkställdes i september 1944 i samarbete med den svenska C-byrån. Reino Hallamaa ledde sedan operationen i Sverige.

## Efter andra världskriget
Reino Hallamaa lämnade senare Finland den 8 februari 1945 via Sverige till Frankrike, där han arbetade för Frankrikes underrättelseorganisation. När Sovjetunionen 1947 försökte förmå Frankrike att lämna ut honom, flyttade han med sin familj till Costa del Sol i Spanien och använde namnet Ricardo Palma. I Spanien drev han ett byggnadsföretag tillsammans med sin son.